# Hans Müller (Beamter)
Hans Müller, auch Hans Müller-Dätwyler, (* 5. März 1925 in Staffelbach; † 4. Februar 1989 in Toffen) war ein Schweizer Staatsbeamter.

## Leben

### Familie
Hans Müller war der Sohn des gleichnamigen Landwirts Hans Müller und dessen Ehefrau Berta (geb. Zweiacker).
Er war mit Erna (geb. Dätwyler) verheiratet; gemeinsam hatten sie mehrere Kinder.
Als er starb, war er in der Römerstr. 18 in Toffen ansässig.

### Werdegang
Nach einem Studium an der Eidgenössischen Technischen Hochschule Zürich promovierte Hans Müller 1949 als Dipl.-Ing. Agr. und erhielt als Betriebsassistent eine Anstellung auf einem Gutsbetrieb in Chavornay, bevor er Landwirtschaftslehrer der Landwirtschaftsschule Grangeneuve bei Posieux im Kanton Freiburg wurde; in dieser Zeit war er auch in leitender Funktion an der freiburgischen Pflanzenbaustation. Von 1957 bis 1976 war er Geschäftsführer des Ökonomischen Vereins des Sensebezirks in Düdingen und von 1960 bis 1976 Geschäftsführer der Schweizerischen Kartoffelkommission (seit 2000 Swisspatat), der Dachorganisation der Schweizerischen Kartoffelpflanzer.
1972 wurde er, als Nachfolger von Heinrich Rengel, Präsident der Schweizerischen Gemüse-Union; ihm folgte 1979 Werner Keller (1928–2016).
Von 1976 bis 1977 war er, als Nachfolger von Hanspeter Keller (1910–2002), Leiter der Eidgenössischen Getreideverwaltung; ihm folgte später Alfred Brugger (1923–1991). Am 6. April 1978 ernannte ihn der Bundesrat als Nachfolger von Viktor Kühne, der am 1. August 1977 in den Ruhestand ging, zum Direktor der Eidgenössischen Alkoholverwaltung in Bern. Nach seinem frühen Tod folgte ihm daraufhin Ernst Scheurer (* 1934).
1967 hatte er den Rang eines Oberleutnants der Festungstruppen.

### Berufliches Wirken
Als Direktor der Eidgenössischen Alkoholverwaltung setzte sich Hans Müller für die brennlose Kartoffel- und Obstverwertung ein und schuf sich damit auf diesem Gebiet einen nationalen Namen. In seiner Zuständigkeit war er auch für die Inkraftsetzung der neuen Handelsbestimmungen des Alkoholgesetzes zuständig, das aus volksgesundheitlichen Gründen restriktiver gefasst wurde.

### Gesellschaftliches Wirken
Hans Müller war Vizegemeindepräsident und Vizegemeinderatspräsident von Toffen sowie Ehrenpräsident der evangelisch-reformierten Bezirkssynode Seftigen. Er war auch Präsident des  Vereins Frauen- und Töchterschule Uttewil sowie Ehrenpräsident der Schweizerischen Gemüseunion (heute SWISSCOFEL).